# Paid in Full (film fra 1919)
Paid in Full er en amerikansk stumfilm fra 1919 af Emile Chautard.

## Medvirkende
- Pauline Frederick som Emma Brooks
- Robert Cain som Joe Brooks
- Wyndham Standing som Jimsy Smith
- Frank Losee som Williams
- Jane Farrell som Harris